# 美国旧金山世界烈酒大赛
美国旧金山世界烈酒大赛是世界范围内第一个综合性，国际性和权威性的烈性酒评比大赛。

## 赛事特点
美国旧金山世界烈酒大赛是一项涵盖品类丰富、具备全球参与性的烈性酒评比大赛，每年在美国举办一次。其前身是1915年开始举办的“巴拿马万国博览会”（也称“旧金山博览会”）。

## 赛事评判规则
美国旧金山世界烈酒大赛由世界级有声望的裁判共同评比；这些裁判的测评是在盲测及协商一致的基础上进行的，从而保障其严格精确及公平公正。

## 兩岸与“世界烈酒大赛”
兩岸与“美国旧金山世界烈酒大赛”可谓颇有渊源。
- 在作为其前身的“巴拿马万国博览会”上，中国的很多名酒就曾获得过世界金奖。
- 北京时间2009年3月21日晚，美国旧金山世界烈性酒大赛获奖名单揭晓，由北京普瑞曼国际酒业有限公司选送的波尔金卡伏特加烈性酒（Bereginka Vodka）夺得本次大赛金奖。
- 2016年4月4日晚，歷史上規模最大、參賽產品最多的的十六屆美国旧金山世界烈酒大赛获奖名单公布，來自台灣的58度金門高粱酒(雙金牌以及大會評選世界最佳中式白酒)擊敗貴州茅台(金牌)以及水井坊(銀牌)，為台灣在此賽事歷史上最佳成績。